# 线叶粟米草
线叶粟米草（学名：Mollugo cerviana）为番杏科粟米草属下的一个种。

## 扩展阅读
- 維基物種上的相關：线叶粟米草